# El Fuet
El Fuet (1927) va ser un setmanari republicà fet a l'exili, des de París, durant la Dictadura de Primo de Rivera. La publicació fundada per Joan Casanelles i dirigida per Joan Casanovas, tenia com a principal redactor Domènec Pallerola (D. De Bellmunt). Aquesta publicació va ser la precursora de l'important diari L'Opinió.

## Orígens
Va ser un setmanari republicà i catalanista, de periodicitat quinzenal, fundat el 1927 a París, és a dir, era part de la premsa catalana d'exili que hi va haver durant la Dictadura de Primo de Rivera (1923 -1930). Alguns consideren aquest setmanari successor de la publicació Le Courrier Catalan (1924-1927) i precursor del diari L'Opinió (1928-1931). Cal no confondre aquesta publicació amb un setmanari que tenia un nom similar, Lo Fuet, però era anterior (1882) i de temàtica diferent.
Aquesta publicació va ser fundada per Joan Casanelles i Pere Sacrest. Per Joan Crexell, entre altres autors, sabem que no s'ha conservat cap exemplar d'aquesta publicació, però en coneixem l'existència gràcies a un article publicat per Domènec de Bellmunt al diari L'Opinió el 4 de juny de 1933. En aquest article es defineix El Fuet com: "un setmanari republicà nacionalista estrident contra la monarquia i contra la dictadura". El sentit principal de la publicació era combatre la dictadura i els catalans que li donaven suport.
El títol de la revista sembla respondre a la idea de mostrar-se crític amb el règim d'Espanya i la situació de repressió que es vivia a Catalunya i juga amb el sentit que, en castellà, expressa la paraula látigo.

## Fundadors
Joan Casanelles (1904-1986) va ser un polític i advocat català. Com era contrari a la Dictadura de Primo de Rivera va marxar a estudiar a París i va ser en aquell moment en què va fundar, amb Pere Sacrest, el setmanari El Fuet. A causa dels Fets de Prats de Molló, que va ser un intent d'invasió militar des de la Catalunya Nord amb l'objectiu d'independitzar Catalunya, va anar a la presó de la Santé (París). El pla, organitzat per Francesc Macià i el partit d'Estat Català, era formar un grup de desertors de l'exèrcit i exiliats que ocupés Olot i proclamés la república catalana. Va tornar de l'exili el 1931 quan es proclamà la Segona República Espanyola i va entrar a Esquerra Republicana i ser diputat del parlament de Catalunya del 1932 i diputat a les eleccions generals de 1936 amb el Front d'Esquerres. Aquell any va ser detingut pel bàndol franquista i condemnat a mort, tot i que al final fou descanviat per un altre presoner. En acabar la guerra civil espanyola va marxar a l'exili. La seva aportació dins El Fuet, va ser més econòmica que no pas periodística.
Pere Sacrest (1888-1972) va ser un important empresari gironí molt dedicat al mecenatge cultural. Segons l'historiador, Joan Arnau, Pere Sacrest va ser alcalde de les Planes d'Hostoles (Girona) el 1918. El 1922 es va incorporar al partit Acció Catalana, sorgit d'una escissió de la Lliga i que defensava la cohesió nacional catalana amb l'activitat social i cultural. El 1923 va deixar l'alcaldia a causa de l'arribada de la dictadura de Primo de Rivera i va marxar a l'exili a França, on suposem va conèixer a Joan Casanelles. Com Joan Casanelles, va tenir un important paper en la fundació de El Fuet¸ per l'ajuda econòmica que va aportar.

## Semblances ambLe Courrier Catalan
La principal semblança entre les publicacions era l'objectiu crític de les dues amb la dictadura de Primo de Rivera. Això es reflectia en el contingut, ja que totes dues destaquen les activitats de resistència a l'interior de Catalunya i estan estretament relacionades amb la cultura catalana. A més, El Fuet, es feia en una impremta amb linotipistes i caixistes catalans, que ja havia portat la impressió de Le Courrier Catalan entre 1924 i 1927.
Com a diferències veiem que la principal era que Le Courrier Catalan estava escrita en francès, mentre que El Fuet ho estava en català. També cal destacar que la publicació en llengua francesa rebia ajudes econòmiques de Cambó i la Lliga, mentre que El Fuet només tenia finançament particular i no polític. El format de les publicacions també era diferent: Le Courrier Catalan tenia 4 pàgines de 38,2x56 impreses a 4 columnes, mentre que El Fuet eren més pàgines a 2 columnes. Segons Domènec de Bellmunt el públic destinatari de les dues publicacions també era diferent; mentre que Le Courrier Catalan estava dirigit a diplomàtics (per estar escrit en francès), El Fuet era un setmanari destinat a un grup de lectors més heterogeni i molt enviat a la gent destacada i rica de Catalunya.

## Història
No se sap amb certesa ni el temps de publicació del setmanari ni la periodicitat. Segons probablement només es va publicar un número únic, el 5 de maig de 1927. En canvi segons Premsa catalana clandestina i d'exili 1917-1938, de Joan Crexell i citant Domènec de Bellmunt, El Fuet va sortir en tres o quatre ocasions, el que ens fa preveure que va durar un període aproximadament de tres mesos i mig. El que sembla clar és que la vida d'aquest butlletí va ser molt curta, bàsicament per dos motius: per la manca de suport econòmic i per les dificultats d'enviar els exemplars a Catalunya.
A canvi d'altres publicacions clandestines que eren finançades pels partits polítics clandestins que hi havia a Catalunya durant la dictadura, El Fuet depenia de particulars. Casanelles n'era el principal suport i també destaquen les contribucions de Pere Sacrest, Pere Comas i altres simpatitzants de Barcelona. A part del reduït finançament que tenia, una altra via d'ingressos segons explica Domènec de Bellmunt era amb una mena de xantatge a la gent destacada i rica. La idea era que s'enviava el diari a aquesta gent "que només obrir-lo se’ls posava la pell de gallina" de pensar en els problemes que tindrien sí la dictadura els relacionés amb una publicació de caràcter republicà i amb aquells continguts. A canvi de no rebre mai més el diari es precipitaven a pagar la quantitat econòmica que es demanava.
El diari s'intentava enviar a Catalunya de forma dissimulada, dins sobres amb una innocent capçalera comercial d'empresa de formatges com si es tractessin de paquets. Però la policia dictatorial va ser eficaç i molts receptors del diari l'endemà rebien la visita de la policia del dictador. Aquest control policial va fer reduir molt el nombre de lectors i, per tant, d'ingressos. A part de les dificultats econòmiques per les altes despeses de distribució i els pocs ingressos, molt aviat les autoritats franceses varen prohibir, sota amenaça d'expulsió del país, la continuació de la publicació, a mitjans de maig de 1927. Segons explica Domènec de Bellmunt: "Al cap de dos o tres números, el comissari del barri de l'Odeon ens va enviar un inspector molt discret, però poc amable, que ens invità a cessar les nostres activitats editorials".
Durant la curta vida que va tenir El Fuet, la direcció del setmanari només va ser ocupada per una persona: en Joan Casanovas. En Joan Casanovas i Maristany (1890-1942) va ser un polític i advocat espanyol i un dels fundadors d'Esquerra Republicana de Catalunya. Durant la Dictadura va ser detingut en dues ocasions i finalment es va exiliar a Paris on va dirigir aquest setmanari nacionalista i radical. Amb 16 anys havia fundat un setmanari a Sant Sadurní d'Anoia anomenat La Riuada, però es va dedicar sobretot al dret i la seva carrera periodística va ser efímera fins a arribar a la direcció de El Fuet. El redactor principal d'aquesta publicació va ser Domènec Pallarola (1903-1993), més conegut com a Domènec de Bellmunt. Tot i que també va estudiar dret, ja d'adolescent col·laborava a la premsa lleidatana. El 1923 va entrar a La Veu de Catalunya, però el 1924 es va exiliar a París fugint de la Dictadura de Primo de Rivera. Durant els anys que va ser a París destaca la seva col·laboració a El Fuet i també va fer de corresponsal de La Publicitat i del magazine D'Ací i D'Allà. Va destacar per importar el reportatge novel·lat, modern, a Catalunya. Va tornar el 1928 de París, i va treballar de reporter a Mirador, La Publicitat i La Rambla (de la que en va ser director). També va col·laborar en L'Opinió. En acabar la Guerra Civil es va exiliar durant seixanta anys a Tolosa de Llenguadoc i en total, al llarg de la seva carrera, va escriure uns dos mil articles periodístics.
Altres col·laboradors coneguts que va tenir el setmanari El Fuet van ser Josep Pla, Ramon Xuriguera, Carles Esplà, i Pere Comas i Calvet que escrivia els seus articles des de Catalunya.

## Contingut i format
És difícil delimitar amb precisió el contingut d'aquest setmanari pel fet que no s'ha conservat cap número. Pel que escriu Domènec de Bellmunt sabem que el contingut era sobretot polític. Tot i la seva intenció humorística, la majoria dels seus articles eren de temàtica seriosa. En les seves pàgines es denunciaven els negocis de la Dictadura i s'estudiaven els problemes social i nacional. Segons el que han escrit diferents autors, el setmanari parla de diversos temes que van des d'un article dedicat a l'art català, a una exposició sobre art sacre, nomenaments de càrrecs dintre de la Dictadura, ... però el plat fort és la denúncia dels mètodes de l'exèrcit colonial espanyol al Marroc. Dins el contingut, cal destacar el tractament de les notícies. Segons el que explica Domènec de Bellmunt en les seves memòries, El Fuet "no es tallava en sostenir obertament que Primo de Rivera era un borratxo i un assassí". Dins les seccions, només en coneixem una: "Fuetades", on s'incloïen els comentaris de temes diversos més crítics dels col·laboradors habituals.
Pel que fa al format, gràcies a Premsa catalana de l'exili i de l'emigració (1871-1976) sabem que tenia 12 pàgines de mida 27,4 x 20, impreses a dues columnes, il·lustrades amb fotografies i amb anuncis de llibres, ja que mantenia una estreta relació amb el món de la cultura catalana. Sabem que va ser de les poques publicacions que en aquells anys incloïen fotografies en les seves pàgines.
Dins aquesta publicació podem observar un periodisme força diferent que el que hi havia a Catalunya amb la Dictadura. A diferència dels diaris interiors, El Fuet no patia censura, i això s'apreciava en els continguts que tractava. A més, podem dir que part del renaixement que el periodisme català va viure durant la 2a República Espanyola ja s'estava vivint en aquests escriptors a l'exili. Sens dubte dins El Fuet es veu un periodisme modern i innovador que té el màxim exponent en els reportatges que feia Domènec de Bellmunt i que desenvoluparen els inicis del periodisme d'investigació.

## Llegat posterior deEl Fuet
El fundador de El Fuet, Joan Casanelles i Ibars va decidir pocs mesos després del tancament del setmanari, al febrer de 1928, fer un nou diari: L'Opinió. En aquest diari es mantenia bona part del gruix de col·laboradors i escriptors que havien format part de El Fuet com Pere Comas (que en va ser director), Joan Casanovas o Domènec de Bellmunt. El nou diari, L'opinió, mantenia el caràcter republicà i catalanista de El Fuet i va arribar a tenir un tiratge de 4.000 exemplars (creiem que el tiratge de El Fuet, per les grans similituds que tenia, podia ser semblant). Un diari que el 1933 esdevé el diari més venut en llengua catalana i el tercer en vendes. Igual que amb els redactors, el seu contingut es manté i els seus articles són de caràcter catalanista i republicà. En conclusió, podem considerar El Fuet com l'inspirador i una mena d'assaig del diari L'Opinió, que durant 1933 i 1934 va tindre un gran èxit a Catalunya, abans de ser clausurat.